# Rausdorf (Holsten)
Rausdorf er en kommune og by i det nordlige Tyskland, beliggende i Amt Trittau under Kreis Stormarn. Kreis Stormarn ligger i den sydøstlige del af delstaten Slesvig-Holsten.

## Geografi
Rausdorf ligger omkring 20 km øst for Hamborg. Vandløbet Corbek løber gennem kommunen.